# Paduli
Paduli é uma comuna italiana da região da Campania, província de Benevento, com cerca de 4.177 habitantes. Estende-se por uma área de 44 km², tendo uma densidade populacional de 95 hab/km². Faz fronteira com Apice, Benevento, Buonalbergo, Pago Veiano, Pietrelcina, San Giorgio del Sannio, San Giorgio La Molara, San Nicola Manfredi, Sant'Arcangelo Trimonte.

## Demografia
| Variação demográfica do município entre 1861 e 2011                               |
|                                                                                   |
| Fonte: Istituto Nazionale di Statistica (ISTAT) - Elaboração gráfica da Wikipedia |